# Arrhyton ainictum
Espèce
Arrhyton ainictum est une espèce de serpents de la famille des Dipsadidae.

## Répartition
Cette espèce est endémique de la province de Camagüey à Cuba. 

## Publication originale
- Schwartz & Garrido, 1981 : A review of the Cuban members of the genus Arrhyton (Reptilia, Serpentes, Colubridae). Annals of Carnegie Museum, vol. 50, p. 207-230.